# Гросхенерсдорф
Гросхенерсдорф (њем. Großhennersdorf) општина је у њемачкој савезној држави Саксонија. Једно је од 59 општинских средишта округа Герлиц. Према процјени из 2010. у општини је живјело 1.526 становника. Посједује регионалну шифру (AGS) 14626130.

## Географски и демографски подаци
Гросхенерсдорф се налази у савезној држави Саксонија у округу Герлиц. Општина се налази на надморској висини од 341 метра. Површина општине износи 21,9 km². У самом мјесту је, према процјени из 2010. године, живјело 1.526 становника. Просјечна густина становништва износи 70 становника/km².